# Mathurin Bolze
Pour les articles homonymes, voir Bolze.
Mathurin Bolze, né en 1974, est un trampoliniste et artiste de cirque français. Il dirige depuis 2001 la compagnie de cirque contemporain Les Mains, les pieds et la tête aussi (MPTA).

## Biographie
Concepteur et metteur en scène
Il collabore avec divers metteurs en scène, chorégraphes et compositeurs tels que Jean Paul Delore, François Verret, Kitsou Dubois, Guy Alloucherie, Roland Auzet, Richard Brunel, Samuel Achache, Jean Pierre Drouet, Akosh, Alexandre Tharaud, Philippe Foch, Louis Sclavis, Philippe Le Goff, Jérôme Fêvre.
Il fait d’abord partie du Collectif Anomalie (Le Cri du caméléon, 33 tours de pistes, Et après on verra bien) avant de créer la compagnie les Mains les Pieds et la Tête Aussi en 2001 au sein de laquelle il crée Fenêtres (2002), Tangentes (2005), Ali (2008) avec Hèdi Thabet, Du goudron et des plumes (2010), À bas bruit (2012), La Marche (2015), Barons perchés (2015), Les hauts plateaux (2019), Elévations concert-performance avec Le Poême Harmonique (2019), Immaqaa ici peut-être (2025).
Il conduit des créations collectives (utoPistes avec la Cie XY, Ici ou là, maintenant ou jamais avec le Cheptel Aleïkoum) et construit des compagnonnages artistiques avec Dimitri Jourde, Hédi et Ali Thabet, Juan Ignacio Tula et Stefan Kinsman, Emma Verbeke et Corentin Diana, également des évènements co-construits avec d’autres artistes dans l’espace public sous la bannière utoPistes en tournée (avec Malraux Chambéry, La Comédie de Valence, Le Manège de Reims, Cirque-Théâtre d’Elbeuf, Théâtre de Caen, Biennale d’Aix) . 
Par ailleurs formateur, il met en scène le spectacle de ﬁn d’études de la 29eme promotion du CNAC en lui associant la 76e promotion de l’ENSATT. Il a été membre du collectif artistique de La Comédie de Valence - CDN Drôme-Ardèche de 2015 à 2019 et artiste associé au Manège – scène nationale de Reims de 2018 à 2021. 
En tant que directeur artistique du Festival utoPistes créé en 2011, il invente de nouvelles modalités de présentation des œuvres et des artistes, construit d’inédits rassemblements avec le public, mobilisant les institutions consacrées au spectacle vivant de la Métropole de Lyon.
Depuis 2014, la Compagnie MPTA et l’École de Cirque de Lyon portent ensemble le projet d’un lieu consacré aux arts du cirque, dans lequel toute la ﬁlière trouvera de la ressource, pour s’entraîner, apprendre, se former, créer, rechercher, découvrir et partager. Ouvert aux amateurs, étudiants, professionnels et tous publics, ce lieu au nom d’UTOPISTES - Cité Internationale des Arts du Cirque ouvrira en 2028 à Vénissieux (69).  
Depuis 2023, Mathurin Bolze est artiste associé au Théâtre de Sartrouville et des Yvelines - CDN, dirigé par Abdelwaheb Sefsaf.

## Œuvres
- 2001 : La Cabane aux fenêtres
- 2002 : Fenêtres[1]
- 2005 : Tangentes
- 2008 : Ali (avec Hédi Thabet)
- 2010 : Du goudron et des plumes[2],[1],[3]
- 2010 : Xébèche (de Dimitri Jourde)
- 2011 : Pistes (le spectacle) avec la Cie Xy
- 2012 : A bas bruit
- 2013 : Nous sommes pareils à ces crapauds qui dans l’austère nuit des marais s’appellent et ne se voient pas, ployant à leur cri d’amour toute la fatalité de l’univers (d'Ali et Hedi Thabet)
- 2015 : Barons perchés (avec Karim Messaoudi[4])
- 2015 : La Marche
- 2015 : Somnium (de Juan Ignacio Tula et Stefan Kinsman)
- 2016 : Ici ou là, maintenant ou jamais (avec le Cheptel Aleikoum)
- 2017 : Santa Madera (de Juan Ignacio Tula et Stefan Kinsman)
- 2019 : Les Hauts Plateaux[5],[6],[7],[8]
- 2019 : Instante (de et avec Juan Ignacio Tula)
- 2020 : À nos vertiges (de et avec Corentin Diana et Emma Verbeke)
- 2025 : Immaqaa, Ici peut-être

## Distinctions
- En 2009, il reçoit le prix « arts du cirque » de la SACD[3].